# 大西洋縣警長辦公室
大西洋縣警長辦公室（英語：Atlantic County Sheriff's Office）是美國新澤西州大西洋縣的執法機構，根據新澤西州憲法規定，該辦公室管轄全縣的範圍。治安官負責提供與司法程序和法律執行相關的各種職能。該組織的負責人是警長Eric Scheffler。

## 歷史

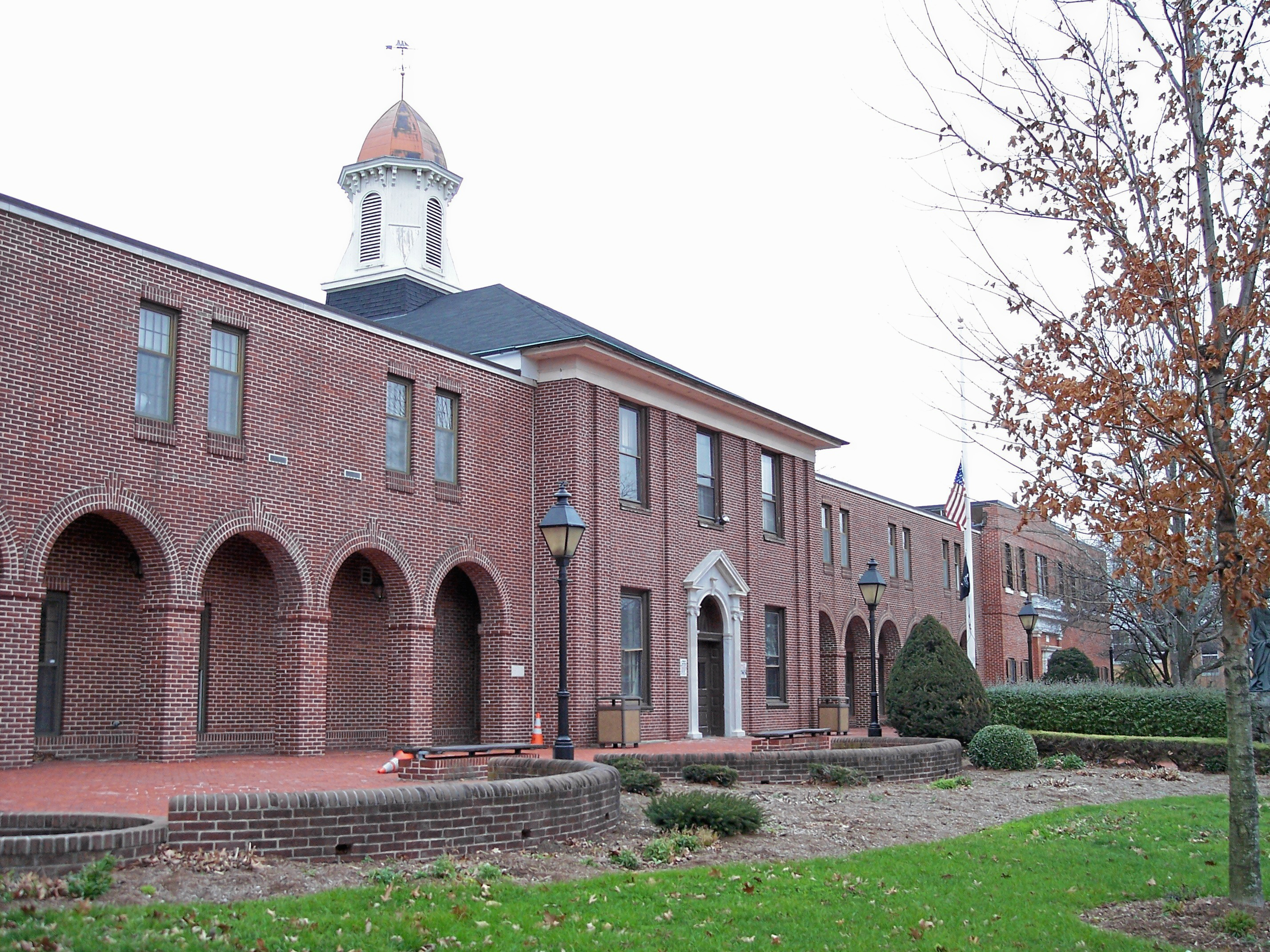
2006年在梅斯蘭丁的舊大西洋縣法院大樓

大西洋縣於1837年2月7日由格洛斯特縣的部分地區組成。同年成立了第一個郡政委員會，並決定將梅斯蘭丁作為縣城的所在地。州長菲勒蒙·迪克森任命Isaac Smith為大西洋縣的第一任治安官。警長Isaac Smith擔任委任官員，直到他於1837年秋天正式當選。當時治安官的任期只有一年，而警長Smith擔任三個的一年任期。治安官的任期最終改為三年，但直到1947年憲法改變才允許連續任期。
第一個縣監獄位於梅斯蘭丁的河流路（River Road），在Captain John Pennington的住宅上。在建造固定好的建築物之前，法院設在Pennington的旅館內舉行。1838年，第一座法院建在梅斯蘭丁的主街上，而這個建築物到今日仍在那裡。不過，它現在用作為縣書記和縣代理人的辦公地帶。原本建築物只有40英尺x40英尺，現在由法庭＃2組成。固定監獄建於1840年。該建築由著名的費城建築師湯瑪斯·烏斯蒂克·沃爾特設計。這些年來，新監獄的建立是為了跟上不斷增長的囚犯人數。較大的設施建於1932年和1962年。1985年，現在的大西洋縣司法機構開放。幾年後，在1987年，監獄的運作從警長辦公室和公共安全部門分裂出來。
在警長辦公室的早期，治安官至少執行過三次行刑處決。這些處決是在舊法院遺址的梅斯蘭丁主街的「絞刑樹」上進行的。最後一次是在1907年9月20日，當時Joseph Labriola因謀殺罪而被治安官Smith E. Johnson進行吊刑。
Smith E. Johnson擔任治安官直到1908年為止，當時由他的副治安官、兒子伊努·「努基」·強森接替了他。治安官伊努·強森擔任該職位，直到1911年被法院命令罷免。之後，努基·強森成為一位著名的政治老大和敲詐販。努基被虛構化為HBO電視劇《酒私風雲》中的主角。

## 著名人物
與大西洋縣警長辦公室有密切聯繫的員工或人物包括：
- Charles Russell Lacy（1842年出生）——曾擔任幾屆的大西洋縣警長。在成為警長之前，Lacy在美國南北戰爭期間在聯邦軍中服役。Lacy是其中一名士兵曾擔任尤利西斯·辛普森·格蘭特將軍的保鏢。
- 伊努·「努基」·強森（1883年出生）——曾擔任治安官和副治安官。努基是一位著名的政治老大和敲詐販。強森是HBO電視劇《酒私風雲》中的角色努基·湯普森的靈感來源。
- 阿特·多林頓（英语：Art Dorrington）（1930年出生）——治安官的官員，曾是紐約遊騎兵的前國家冰球聯盟球員。

## 外部連結
- 官方网站